# Purchawka łatkowata

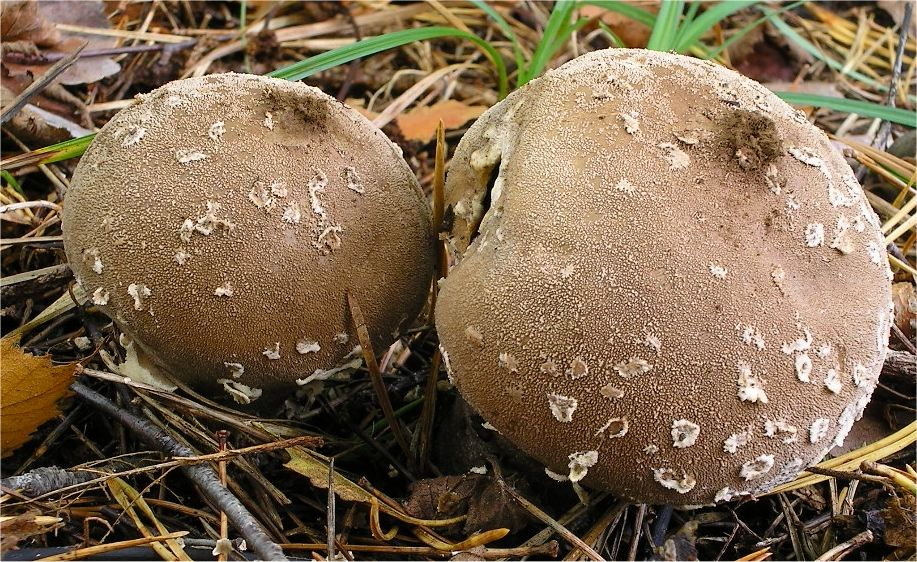

Purchawka łatkowata (Lycoperdon mammiforme Pers.) – gatunek grzybów z rodziny purchawkowatych (Lycoperdaceae).

## Systematyka i nazewnictwo
Pozycja w klasyfikacji według Index Fungorum: Lycoperdon, Lycoperdaceae, Agaricales, Agaricomycetidae, Agaricomycetes, Agaricomycotina, Basidiomycota, Fungi.
Niektóre synonimy naukowe:
- Lycoperdon velatum Vittad. 1842
- Utraria velata (Vittad.) Quél. 1873

Nazwę polską podała Wanda Rudnicka-Jezierska w 1991 r. 

## Morfologia
Owocnik
Kulistawy do gruszkowatego; młody – czystobiały, o powierzchni delikatnie ziarnistej, na której znajduje się szybko odpadająca płatami zewnętrzna warstwa pokrywy zewnętrznej, później nieco ochrowy, na starość czekoladowobrązowy.
Wnętrze owocnika
Za młodu białe i miękkie jak wata, dojrzałe brązowe jak umbra, otwierające się na szczycie i rozpadające na pylistą masę zarodników{.

## Występowanie i siedlisko
Opisano występowanie tego gatunku w Europie oraz Japonii. W Polsce gatunek rzadki. Znajduje się na Czerwonej liście roślin i grzybów Polski. Ma status V – gatunek narażony, który zapewne w najbliższej przyszłości przesunie się do kategorii gatunków wymierających, jeśli nadal będą działać czynniki zagrożenia. Znajduje się na listach gatunków zagrożonych także w Estonii, Norwegii, Szwecji, Finlandii i Niemczech.  
Rośnie na ziemi w różnego typu lasach, rzadziej na pastwiskach i łąkach. Pojawia się w miesiącach sierpień-październik.

## Znaczenie
Saprotrof. Grzyb jadalny, który jednak z powodu swojej rzadkości i wątpliwych wartości spożywczych nie powinien być zbierany.